# I. Róbert skót király
I. Róbert skót király, vagyis VIII. Robert de Bruce vagy Robert the Bruce, középkori skót-gael névformában Roibert a Briuis/Bruis, normann-franciás névformában Robert de Brus/Bruys, (1274. július 11. – 1329. június 7., Cardross, Dunbartonshire, Skócia), skót nemesember, Skócia királya 1306-tól, miután győzelmet aratott a sorsdöntő bannockburni csatában (1314), megszabadította Skóciát az angol uralomtól. A northamptoni szerződés (1328) biztosította és megszilárdította a skót függetlenséget.

## Élete
A 12. század elején Skóciába érkezett Bruce család házasság révén került rokonságba a skót királyi házzal. Róbert, eredeti nevén VI. Robert de Bruce († 1295) e rokoni kapcsolatra hivatkozva tartott igényt az 1290-ben megüresedett trónra.
Az angol uralom elleni felkelések 1295-től tartó zavaros időszakában egy ideig a lázadó William Wallace támogatói között volt. Később pedig elnyerte az angol I. Edward bizalmát. Élete meghatározó eseménye volt John Comyn (a "Vörös") meggyilkoltatása (1306. február 10.). János skót király (John de Balliol) koronára esélyes unokaöccsének megölése azt sejtette, hogy Bruce már jóval korábban eldöntötte, hogy megszerzi a trónt. Egy hónap múlva Scone-ba sietett, ahol meg is koronázták.
Új királyként igen nehéz helyzetbe került: I. Edward árulónak bélyegezte őt, és mindent elkövetett, hogy a lázadásnak minősített szabadságmozgalmat szétzúzza. Róbert két ízben szenvedett vereséget az angoloktól: Methvennél, Perth mellett (1306. június 19.) és Dalrynál a perthshire-i Tyndrum mellett (1306. augusztus 11.). Feleségét és sok hívét is foglyul ejtették, három fivérét kivégezték. Magának sikerült elrejtőznie Írország északi partjainál, Rathlin szigetén. 1307 februárjában tért vissza Ayrshire-be, és a következő néhány esztendőben sokakat megnyert ügyének. Legyőzte John Comynt, Buchan grófját, a meggyilkolt "Vörös" John unokatestvérét. 1313-ban bevette Perth-et, amelyet addig egy angol helyőrség birtokolt. Párthívei egymás után foglalták el Gallowayt, Douglasdale-t, a selkirki erdőt és a keleti határvidék nagy részét, végül 1314-ben pedig Edinburgh városát. Ezekben az években Róbert jó néhány vezető skót egyházi személyiség támogatását is élvezte. I. Edward angol uralkodó halála (1307) után az örökös II. Edward tehetetlensége szintén a skótok malmára hajtotta a vizet. 1314-ben hatalmas angol sereg kísérelte meg Stirling helyőrségének felmentését. A június 24-i bannockburni csata Róbert diadalával végződött.
Uralkodása hátralévő részét jórészt arra fordította, hogy az angol kormányzattól kierőszakolja új helyzete elismertetését. 1318-ban elfoglalta Berwicket, és megismételt támadásai nagy károkat okoztak Észak-Angliában. II. Edward trónfosztása (1327) után III. Edward régenskormánya úgy döntött, hogy a northamptoni szerződéssel megteremti a békét (1328). E békekötés következményeként elismerték Róbertet Skócia királyának, és eltörölték a hűbéruralomra irányuló angol követeléseket.
A király 1314 után minden erejét arra áldozta, hogy rendezze országa belügyeit. A leendő király II. Dávid születéséig (1324) nem volt fiú örököse. Két törvény is foglalkozott a trónörökléssel (1315, 1318), ráadásul a parlament 1314-ben úgy döntött, hogy mindazoktól, akik hűek maradtak az angolokhoz, elkobozzák birtokaikat. Ez lehetővé tette, hogy a király megjutalmazza híveit, okmányok bizonyítják az ily módon elkobzott földek újbóli adományozását. Újjá kellett szervezni a királyi kormányhivatalokat, hiszen az országirányítás 1296 óta meglehetősen zavarosan és bizonytalanul zajlott.
A betegeskedő Róbert élete utolsó éveit a dumbartonshire-i Cardrossban töltötte, ott is halt meg, feltehetően leprában. Testét a dumfermline-i apátságban temették el, szívét azonban James Douglas, Douglas lordja zarándokútra vitte volna a Szentföldre. Douglast útközben megölték (1330), de hitelt nemigen érdemlő hagyomány szerint a király szívét megtalálták, és visszavitték a melrose-i apátságba. Alakját a későbbi korok legendává és a skót nemzeti érzület egyik hősévé emelték.

## Fordítás
- Ez a szócikk részben vagy egészben  a   Robert I of Scotland című angol Wikipédia-szócikk fordításán alapul.  Az eredeti cikk szerkesztőit annak laptörténete sorolja fel. Ez a jelzés csupán a megfogalmazás eredetét és a szerzői jogokat jelzi, nem szolgál a cikkben szereplő információk forrásmegjelöléseként.